# Onthophagus aeruginosus
Onthophagus aeruginosus là một loài bọ cánh cứng trong họ Bọ hung (Scarabaeidae).